# Rutilia ethoda
Rutilia ethoda là một loài ruồi trong họ Tachinidae.